# San Miguel Pedernales
San Miguel Pedernales är en ort i Mexiko.   Den ligger i kommunen Chignahuapan och delstaten Puebla, i den sydöstra delen av landet, 120 km nordost om huvudstaden Mexico City. San Miguel Pedernales ligger 2 808 meter över havet och antalet invånare är 133.
Terrängen runt San Miguel Pedernales är kuperad. Runt San Miguel Pedernales är det ganska tätbefolkat, med 56 invånare per kvadratkilometer. Närmaste större samhälle är Cuautepec de Hinojosa, 16,9 km nordväst om San Miguel Pedernales. I omgivningarna runt San Miguel Pedernales växer huvudsakligen savannskog.